# Leucorchis
Leucorchis là một chi thực vật có hoa trong họ Lan.